# Martin Hiden
Martin Hiden (* 11. März 1973 in Stainz) ist ein ehemaliger österreichischer Fußballspieler und heutiger -trainer.
Mit dem nachnamensgleichen Markus Hiden, ebenfalls ein gebürtiger Steirer, ist Martin Hiden weder verwandt noch verschwägert.

## Spielerkarriere
Martin Hiden startete seine Fußballkarriere in seiner Heimatgemeinde St. Stefan ob Stainz. Unter August Starek wurde der junge Spieler 1992 Stammspieler beim SK Sturm Graz in der Bundesliga. Seinen ersten großen Titel gewann der Abwehrspieler 1995 mit der österreichischen Meisterschaft bei seinem zweiten Profiklub SV Austria Salzburg. 1998 schaffte er den Sprung als zweiter Österreicher zu Leeds United in die Premier League.
Nach seinem Debüt in der österreichischen Nationalmannschaft im März 1998 gegen Ungarn kam Martin Hiden als Ersatzspieler sogar in den Kader der Weltmeisterschaft 1998 in Frankreich. Nach drei durchwachsenen Jahren in England kehrte der Verteidiger 2000 nach Österreich zurück und schloss sich der Wiener Austria an. In Wien gelang 2003 der Gewinn des Doubles, es folgte der Wechsel zum Stadtrivalen Rapid, wo 2005 ebenso die Meisterschale gewonnen werden konnte.
Obwohl Martin Hiden bis zum Kapitän aufstieg, wurde er bei Rapid 2007 zusehends in die Reservistenrolle gedrängt, so dass er zum SK Austria Kärnten wechselte, wo er den Abstiegskampf erfolgreich meisterte. Zwar kam er als Kärntner nicht mehr in der Nationalmannschaft zum Zug, wurde aber dennoch am 28. Mai 2008 in den österreichischen Kader für die Europameisterschaft 2008 einberufen und kam beim 3. Spiel der Vorrunde gegen Deutschland auch zum Einsatz. Nach dem Ende des Leihvertrages mit Kärnten kam er 2008 wieder zu Rapid Wien zurück, wo er in der Comebacksaison nur vier Spiele absolvierte. Am 31. August 2009 wechselte Hiden wiederum nach Kärnten. Nachdem er im Herbst in 11 von 19 Ligaspielen zum Einsatz gekommen war, wurde sein Vertrag jedoch zur Saisonmitte aufgelöst.
Zur Saison 2010/11 wechselte Martin Hiden wieder zurück nach Salzburg zu den Red Bull Juniors in die Regionalliga West. 1995 hatte er mit dem Vorgängerverein Austria Salzburg seinen ersten österreichischen Meistertitel gefeiert. Mit den Juniors gewann er als Kapitän den Titel der Regionalliga West und den Salzburger Fußballcup, bevor er im Juni 2011, trotz laufenden Vertrags bis 2012, seine Karriere als Profi-Fußballer beendete und ins Trainergeschäft wechselte.

### Erfolge
- 4 × Österreichischer Meister: 1995, 2003, 2005, 2008
- 2 × Österreichischer Cupsieger: 1997, 2003
- 1 × Meister Regionalliga West: 2011
- 1 × Salzburger Fußballcup: 2011
- 2 × Teilnahme UEFA Champions League: 1994/95, 2005/06
- 1 × Teilnahme Weltmeisterschaft: 1998 (Gruppenphase, kein Einsatz)
- 1 × Teilnahme Europameisterschaft: 2008 (Gruppenphase)
- 50 Länderspiele und 1 Tor für die österreichische Nationalmannschaft

## Trainerkarriere
Nachdem Martin Hiden im Juni 2011 seine Karriere beendet hatte, wechselte er ins Trainerteam der Red Bull Juniors Salzburg. Dort übernahm er hinter Trainer Gerald Baumgartner den Posten als Co-Trainer. Im Jänner 2012 wechselten beide zu Salzburgs Kooperationspartner FC Pasching, der zurzeit in der Regionalliga Mitte antritt. Im Jahr 2014 endete die Kooperation des FC Pasching mit Red Bull Salzburg. Von da an bildete der Verein eine Spielgemeinschaft mit den Amateuren des LASK. Als im März 2015 Karl Daxbacher als Trainer des LASK entlassen wurde, ernannte man kurzerhand Martin Hiden zum Trainer der in der zweiten Liga spielenden Kampfmannschaft.

### Erfolge
- 1× Österreichischer Cupsieger: 2013